# Jesu, nun sei gepreiset, BWV 41
Jesu, nun sei gepreiset  (Jesus, agora será elogiado), BWV 41, é uma cantata sacra composta por Johann Sebastian Bach.
Foi composta em Leipzig em 1724 para a Festa da Circuncisão de Cristo, que cai em 01 de janeiro, por esta razão, a cantata é às vezes erroneamente associada à celebração do Dia de Ano Novo ou com a celebração do Festa do Santo Nome de Jesus. A cantata estreou em 01 de janeiro de 1725 e foi reprisada pelo menos uma vez durante a vida de Bach, entre 1732 e 1735.
As leituras prescritas para o dia são Gálatas 3: 23-29 e Lucas 2: 21.
O libreto é de autoria desconhecida, com exceção do primeiro e último movimentos, que definiu a poesia, com música escrita por Johannes Herman em 1593 para o hino homônimo..
O tema do coral para os movimentos 1 e 6 é Jesu, nun sei gepreiset (Zahn 8477a)  de Melchior Vulpius, que primeiro publicou em seu Ein schön geistlich Gesangbuch impresso em Jena em 1609. Um outro tema "emprestado"  pode ser encontrado no 5º movimento, onde o recitativo incorpora partes do Die Litanei, atribuído a Martinho Lutero.

## Partitura e estrutura
A peça é escrita para Corne, oboés I / II / III, trompas I / II / III, Tímpano, violino I / II, viola, violoncelo piccolo da spalla e baixo contínuo, juntamente com quatro solistas vocais soprano Contralto, tenor, Baixo e coro a quatro vozes.
É em seis movimentos:
1. Coro: "Jesu, nun sei gepreiset" para coro, trompa, oboés, tímpano, cordas e contínuo.
2. Aria. "Lass uns, o Gott Höchster" para soprano, oboés, e continuo.
3. Recitativo. "! Ach deine Hand, dein Segen allein muss" para contralto e continuo.
4. Aria: "Woferne den du edlen Frieden" para tenor, violoncelo spalla da piccolo e contínuo.
5. Recitativo e Coro: "Doch weil der Feind bei Tag und Nacht" para baixo, coro e baixo contínuo.
6. Coral: "Dein ist die Ehre allein" para coro, trompa, oboés, tímpano, cordas e contínuo.